# Klucz (muzyka)
Klucz – znak graficzny, który wyznacza położenie na pięciolinii jednego dźwięku, a w związku z tym i pozostałych, określanych w stosunku do niego. Kształt kluczy pochodzi od liter alfabetu umieszczanych na początku linii do X wieku.
Litery te z czasem zostały przestylizowane i przyjęły kształt dzisiejszych kluczy, dzielonych na trzy grupy: kluczy G, F i C.

## Grupa kluczy G – określających położenie g¹
| - 1: klucz dyszkantowy (starofrancuski) leży na pierwszej linii | - 2: klucz wiolinowy (skrzypcowy) leży na drugiej linii |

## Grupa kluczy F określających położenief
| - 1 klucz barytonowy – leży na trzeciej linii | - 2 klucz basowy – leży na czwartej linii | - 3 klucz subbasowy (kontrabasowy) – leży na piątej linii |

## Grupa kluczy C określających położenie c¹
| - 1 klucz sopranowy – leży na pierwszej linii | - 2 klucz mezzosopranowy – leży na drugiej linii | - 3 klucz altowy – leży na trzeciej linii | - 4 klucz tenorowy – leży na czwartej linii |  |

Większość z tych kluczy ma znaczenie historyczne, w użyciu są cztery rodzaje kluczy:

wiolinowy (klucz G)
basowy (klucz F)
altowy (klucz C)
tenorowy (klucz C)

Klucz wiolinowy służy do zapisu nut dla wysokich głosów (żeńskich, dziecięcych oraz tenoru – ten ostatni transponuje w dół), instrumentów wysoko brzmiących (np. skrzypiec, fletu, oboju, klarnetu, saksofonu, trąbki), wysokich partii granych na instrumentach klawiszowych (fortepianie, klawesynie, organach, akordeonie), zwykle prawą ręką.
Klucz basowy służy do zapisu nut dla niskich głosów (basu, barytonu), instrumentów nisko brzmiących (kontrabasu, gitary basowej, tuby, fagotu, wiolonczeli, puzonu, częściowo rogu), niskich partii granych na instrumentach klawiszowych lewą ręką.
Klucz altowy służy do zapisu nut na altówkę (wysokie partie na ten instrument zapisuje się w kluczu wiolinowym), rzadziej na puzon oraz na rożek angielski w starszych opracowaniach rosyjskich.
Klucz tenorowy służy do zapisu wysokich partii granych na wiolonczeli, fagocie, puzonie.